# Grotte de Pazin
La grotte de Pazin ou ponor de Pazin, en croate Pazinska jama et ponor Pazinčice, est une grotte de Croatie.

## Géographie
Elle capte les eaux de la rivière Pazinčica dont le cours devient alors souterrain jusqu'à la mer Adriatique, faisant ainsi du gouffre un ponor.